# Anastatus aliberti
Anastatus aliberti är en stekelart som beskrevs av Jean Risbec 1951. Anastatus aliberti ingår i släktet Anastatus och familjen hoppglanssteklar. Inga underarter finns listade i Catalogue of Life.